# 博库尔
博库尔（法語：Beaucourt，法語發音：[bokuʁ]）是法国勃艮第-弗朗什-孔泰大区贝尔福地区省的一个市镇，位于该省西南部，属于贝尔福区。

## 地理
博库尔（47°29'10"N, 6°55'31"E）面积4.95 平方千米，位于法国勃艮第-弗朗什-孔泰大區贝尔福地区省，该省份为法国东北部内陆省份，东临上莱茵省，北起孚日省，西接上索恩省，南与杜省和瑞士接壤。
与博库尔接壤的市镇（或旧市镇、城区）包括：当皮埃尔莱布瓦、巴德韦勒、达勒、蒙布通、圣迪济耶莱韦克。

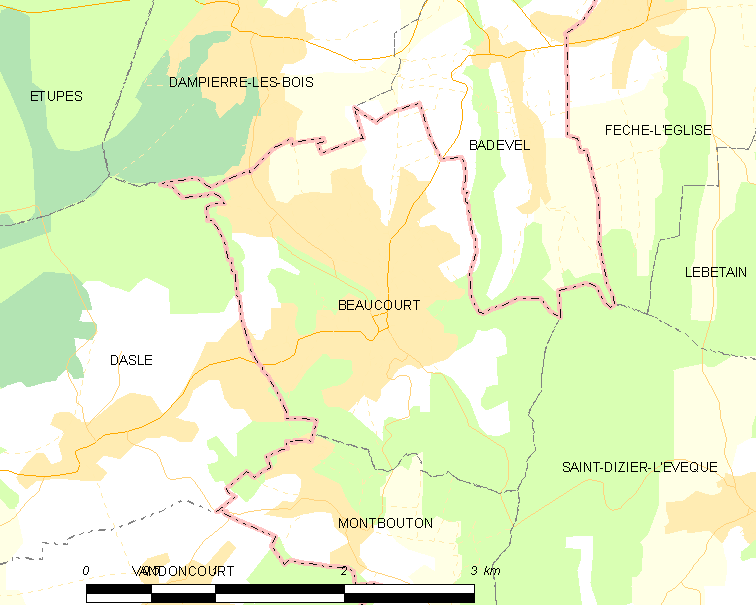
博库尔的OSM定位图

博库尔的时区为UTC+01:00、UTC+02:00（夏令时）。

## 行政
博库尔的邮政编码为90500，INSEE市镇编码为90009。

## 政治
博库尔所属的省级选区为代勒县。

## 人口

1962-2008年间博库尔人口变化图示

博库尔于2022年1月1日时的人口数量为4985人。